# Zașciîtiv, Lokaci
Zașciîtiv (în ucraineană Защитів) este un sat în comuna Koniuhî din raionul Lokaci, regiunea Volînia, Ucraina.

## Demografie
Componența lingvistică a localității Zașciîtiv
     Ucraineană (99,04%)
     Alte limbi (0,96%)
Conform recensământului din 2001, majoritatea populației localității Zașciîtiv era vorbitoare de ucraineană (99,04%), existând în minoritate și vorbitori de alte limbi.